# Bohumil Matějů
Bohumil Matějů (20. dubna 1868 Kojetice – 31. prosince 1939 New York) byl český duchovní a hudební skladatel.

## Život
Absolvoval gymnázium v Praze a Právnickou fakultu Univerzity Karlovy. Hudbu studoval soukromě u svého otce a pražských varhaníků. Byl vysvěcen na kněze a stal se členem řádu redemptoristů. Vykonával misie v Čechách i na Slovensku. Kolem roku 1906 odešel do Spojených států a stal se členem baltimorské provincie v New Yorku.

## Dílo
- Mše ke cti sv. Josefa (Praha, Kotrba)
- Ecce sacerdos magnus (tamtéž, kolem 1910)
- Rychtářova dcera, neboli Prohraná nevěsta. Komická opera o 4 jednáních. (Chicago, Tiskárna Českých Benediktinů, 1929)

Byl činný i literárně. Přispíval do časopisu Cyril věnovaného chrámové hudbě, v časopise Čech uveřejňoval pravidelné Dopisy z Ameriky. Působil i jako překladatel. Tiskem vydal:
- O škole katolické. Cyrillo-Methodějská knihtiskárna V. Kotrba, Praha 1904
- Popis podzemního pohřebiště u Karmelitánů. Nákladem Pěveckého kroužku Sokola pražského, Praha 1890